# さとう樹菜子
さとう 樹菜子（さとう きなこ ）は、日本の元女優。別芸名：佐藤美樹（さとう みき）。

## 略歴
1999年、大学在学中、劇団「水族館劇場」の看板女優にしてピンク映画での人気女優葉月蛍に憧れ、演技経験も何もない状態でピンク映画に初出演する。
大学生を続けながら、アダルトビデオに出演することもなくピンク映画を中心にキャリアを積み重ね、やがて「現役女子大生ピンク映画女優」「最後のピンク映画女優」と評価を高めていく。
一方、ピンク映画での評判が伝わり、石井輝男の映画『地獄』の主演に抜擢される。その余勢でVシネマへも出演するが、その際は「佐藤美樹」という別芸名として出演した。『地獄』公開時は「オーディションからの選出」という触れ込みになっていた。後に「佐藤美樹」名義で受けた映画雑誌のインタビューにおいて、「さとう樹菜子」と同一人物であることを自ら明かした。

## 作品

### ピンク映画
- 女子大生 朝まで抱いて
- 義母覗き 爪先に指絡ませて
- セックスフレンド 濡れざかり
- セクシーパブ 乳揉み尻さすり
- 花嫁は初夜に濡れて
- 痴漢電車 ゆれて絶頂5秒前
- 和服義母 息子よ!やめて
- 覗かれた不倫妻 主人の目の前で
- 団地妻 不倫でラブラブ
- 社宅妻暴行 白いしたたり
- 憧れの家庭教師 汚された純白
- 年上のOL 悩ましい舌使い
- ミスピーチ 巨乳は桃の甘み

### 一般映画
- 地獄
- 漂流街
- ざわざわ下北沢
- 修羅場のごとく
- 紀子の食卓
- Strange Circus 奇妙なサーカス
- 令嬢看護婦 癒しのナースコール
- エクステ